# Malberg
Malberg es un cono volcánico de Westerwald, Alemania. Su roca más dominante es la fonolita, y se ha encontrado en sus alrededores restos arqueológicos. Sus coordenadoas son estas: 50.491980°   7.833862°